# Naupacte
Pour les articles homonymes, voir Lépante (homonymie).
Naupacte (en grec ancien Ναύπακτος, Naupaktos) est une ancienne cité de Locride, en Grèce, située sur la côte septentrionale du golfe de Corinthe. À l'époque moderne, elle s'appelait Lépante.
Selon le recensement de 2021, elle compte 12 950 habitants.
C'est le lieu mythique d'où partirent les Héraclides pour leur retour dans le Péloponnèse, là où ils bâtirent leur bateau. D'après le pseudo-Apollodore, c'est de là que viendrait son nom : ναύς (naus), « le bateau, le navire » et πήγνυμι (pêgnumi, pêgnymi), « fixer ».

## Histoire
La cité locridienne, peuplée d'Achéens, est neutre durant les guerres médiques, puis rejoint les satellites d'Athènes qui y installe vers 456 av. J.-C./455 av. J.-C. les exilés de la troisième guerre de Messénie. Ce qui fait dire à Pierre Vidal-Naquet que Naupacte est créée au milieu du Ve siècle par des hilotes fuyant la Messénie. Durant la guerre du Péloponnèse (431 av. J.-C. à 404 av. J.-C.), elle sert de base navale aux Athéniens, avant d'être prise par les Spartiates. Par la suite, sous Philippe II de Macédoine qui s'en empare en 338 av. J.-C., elle fait partie de l'Étolie puis, sous les Romains, à nouveau de la Locride. La christianisation commence au IVe siècle et s'achève vers le VIe siècle. En 395, les Goths pillent la région et la ville, désertée par ses habitants réfugiés dans les montagnes. En 610, les Slaves à leur tour investissent la région, mais sont finalement assimilés par les Grecs. À chaque fois l'Empire romain d'Orient parvient à rétablir la paix. La ville devient siège d'une métropole ecclésiastique.
Au IXe siècle Naupacte devient aussi la capitale du thème militaire de Nicopolis. En 1084 elle repousse un assaut des Normands d'Italie venus par la mer, mais en 1215 elle tombe aux mains des Vénitiens. Les Grecs d'Épire la reprennent quinze ans après. En 1394 Naupacte est prise par les Italiens d'Athènes qui l'appellent Lépante, puis est reprise par les Grecs byzantins en 1430. Les uns et les autres la fortifient si solidement qu'elle résistera, en 1477, à un siège de quatre mois mené par une armée turque de 30 000 hommes. En 1499 toutefois, les troupes de Bayezid II parviennent à prendre Naupacte/Lépante. La bataille de Lépante, en 1571, se déroule au large de cette ville. En 1678, la ville est reprise par les Vénitiens, mais ils doivent la rendre aux Turcs en 1699 à la suite du traité de Karlowitz. Elle redevient finalement possession grecque en mars 1829.

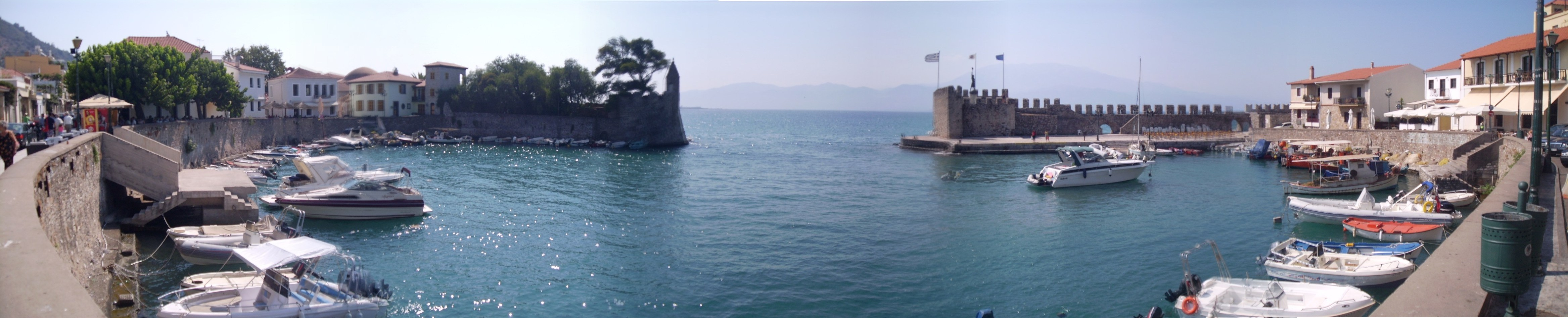
Le port de Naupacte : en face, le Péloponnèse.

## Démographie
| Année | Population | Population   |
| Année | commune    | municipalité |
| ----- | ---------- | ------------ |
| 1981  | 9 012      |              |
| 1991  | 10 854     | 15 045       |
| 2001  | 12 924     | 18 231       |

## Personnalités liées
- Agélaos de Naupacte
- Participant à la bataille de Lépante, Miguel de Cervantes y perdit l'usage de la main gauche.
- Geórgios Athanasiádis-Nóvas (1893-1987), homme politique, premier ministre en 1965..